# Генрих из Мюнхена
Генрих из Мюнхена, или Генрих Баварский (нем. Heinrich von München, Heinrich von Baierlant; ум. после 1375) — немецкий хронист, предполагаемый автор рифмованной «Всемирной Хроники» (нем. Die Weltchronik).

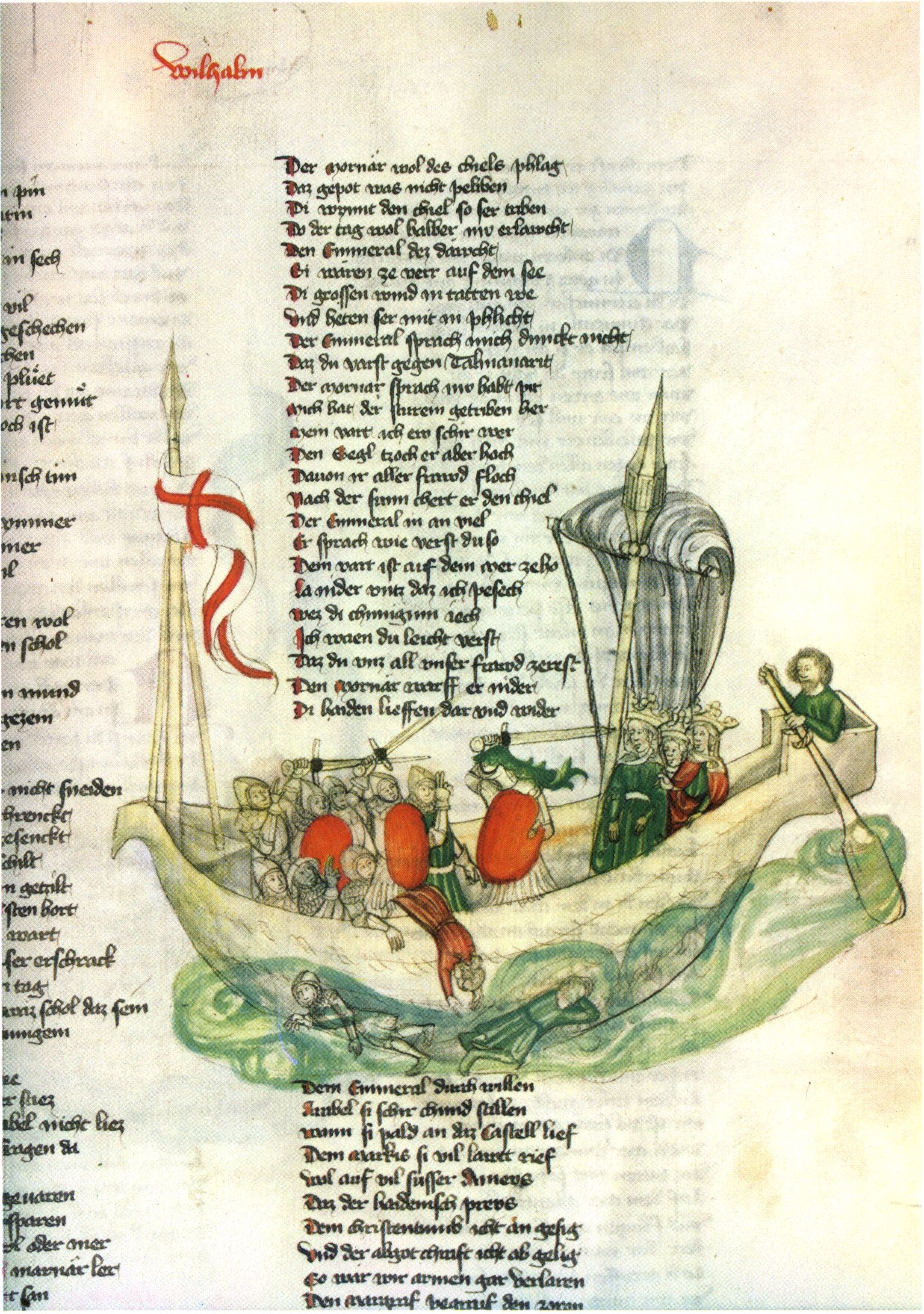
Миниатюра рукописи Всемирной хроники Генриха Мюнхенского, 1400 г. Берлинская государственная библиотека, MS germ. fol. 1416

## Жизнь и труды
Дата рождения точно не установлена, известно лишь, что он был выходцем из старинного патрицианского рода Мюнхена, возводившего своё происхождение к основателям города. Судя по всему, получил неплохое образование, поскольку был довольно эрудированным и свободно владел латынью.
Являлся современником императоров Людвига IV Баварского (1328—1347) и Карла IV Люксембургского (1355—1378), но вряд ли когда-либо бывал при дворе.
В начале последней трети XIV века составил лично, или отредактировал рифмованную «Всемирную хронику» (нем. Die Weltchronik), представляющую собой обширную компиляцию из различных исторических и литературно-художественных сочинений. Помимо Священного Писания и апокрифических сказаний о жизни Христа, Девы Марии, Животворящем кресте (нем. Kreuzholzlegende) и трёх царях-волхвах, среди них можно выделить:
- Рифмованную «Императорскую хронику» (нем. Kaiserchronik), написанную после 1146 года в Регенсбурге.
- «Схоластическую историю» (лат. Historia scholastica) Петра Коместора (1173).
- «Пантеон» (лат. Pantheon) Готфрида из Витербо (1190).
- Поэму магистра Отте «Ираклий» (нем. Eraclius, 1200).
- Романы Вольфрама фон Эшенбаха «Парцифаль» (нем. Parzival, 1210) и «Виллехальм» (нем. Willehalm, 1212—1218).
- Законодательный сборник «Саксонское зерцало» (нем. Sachsenspiegel), составленный в 1221—1225 годах Эйке фон Репковым.
- «Всемирную хронику» (нем. Weltchronik) Рудольфа Эмсского (сер. XIII в.).
- «Всемирную хронику» (нем. Weltchronik) Янса дер Эникеля (1272—1280).
- Рифмованную «Хронику Христа Вседержителя»[англ.] (нем. Christherre-Chronik), написанную во второй половине XIII века в Тюрингии на средневерхненемецком языке, предположительно клириком из окружения маркграфа Мейсена Генриха III.
- «Саксонскую всемирную хронику»[нем.] (нем. Sächsische Weltchronik, 1277).
- Роман Конрада фон Вюрцбурга «Троянская война» (нем. Trojanerkrieg, 1287).
- Стихотворный «Роман об Александре» (нем. Alexanderroman) Ульриха фон Этценбаха[нем.] (1300).
- Сборник легенд «Римские деяния» (лат. Gesta Romanorum), составленный в Англии в конце XIII — начале XIV веков.
- Рифмованное «Житие Девы Марии» (нем. Marienleben) брата Филиппа[нем.] (около 1300 г.), представляющее собой переработку южнонемецкого сочинения «Vita beate virginis Marie et salvatoris rhythmica» (1230), с добавлением апокрифических данных.
- Всемирная хроника «Flores Temporum», приписывавшаяся монаху-францисканцу Герману Гигантису (лат. Hermanni Gigantis), но на самом деле составленная около 1346 года анонимным летописцем.
- Подробное описание жизни Карла Великого неустановленного автора.

В разных своих версиях хроника включает от 56 000 до 100 000 средневерхненемецких рифмованных двустиший и охватывает события мировой истории от сотворения мира, оканчивая их или царствованием Людовика Благочестивого (778—840), или временами Вильгельма IX Аквитанского (1086—1126), или правлением императора Фридриха II Гогенштауфена (1220—1250). По степени цитирования источников версии хроники также существенно различаются между собой, к примеру, в одной из «Ираклия» Отте заимствуются целые главы, в другой лишь отдельные стихи.
Текстология хроники изучена недостаточно, а история её текста является предметом давних дискуссий среди исследователей. Установлено, что первая редакция её появилась около 1375 года и, возможно, только она и принадлежит перу самого Генриха. Впоследствии хроника не только неоднократно дополнялась, но и основательно перерабатывалась, причём составители не копировали свои источники механически, но аккуратно сводили вместе как отдельные фразы, так и целые главы, дополняя их свежим материалом. Их стимулировала к этому сама открытая форма произведения, особенно в его повествовательных частях и в заключении.
Невзирая на то, что в рукописях позднейших редакций хроники фигурирует имя самого Генриха, не исключено, что он являлся не более чем редактором, или даже владельцем скриптория, компиляция же стала результатом труда целой группы переписчиков. Один из них, ошибочно отождествлявшийся раньше с самим Генрихом, называет себя Хайнцем Зентлингером (нем. Heinz Sentlinger) и выполнил свой труд около 1394 года в замке Рункельштайн близ Больцано, о чём свидетельствует его собственная запись в колофоне к манускрипту MS Munich, BSB, cgm 7330 из собрания Баварской государственной библиотеки (Мюнхен).
Помимо последнего, на сегодняшний день известно 18 полных рукописей хроники, хранящихся в собраниях Главного Государственного архива Баварии в Мюнхене, Библиотеки герцога Августа в Вольфенбюттеле, Австрийской национальной библиотеки в Вене, Библиотеки и музея Моргана в Нью-Йорке и др, не считая 9 фрагментов. Причём лишь в одиннадцати из них указывается имя Генриха. В частности, пергаментная рукопись XIV века из Кремсмюнстерского аббатства бенедиктинцев (Верхняя Австрия) содержит около 240 непрозрачных цветных миниатюр, инициалов сусальным золотом и рисунков пером.
Невзирая на посредственные литературные достоинства и отсутствие какой-либо исторической критики, хроника Генриха являлась для своего времени наиболее полным историческим сочинением на немецком языке, доступным не только образованным клирикам и феодалам, но и широким массам грамотных бюргеров. Сам по себе факт появления её в Мюнхене, получившем при Людвиге Баварском столичный статус и обширные торговые привилегии, а в 1340 году наделённом правами «Великого города» (нем. Große Stadtrecht), свидетельствует не только о его стремительном торгово-экономическом и культурном развитии, но и о заметном росте самосознания среди его жителей, очевидно, стремившихся к просвещению.
За причудливой смесью церковной и светской истории с художественной литературой проглядывают претензии авторов-составителей на то, чтобы предоставить не обучавшимся в университетах и не знавшим латыни людям максимально подробные исторические познания. В этом отношении, по меткому выражению Доротеи Кляйн, хроника Генриха Мюнхенского сделалась «библией для непросвещённых, настоящей энциклопедией и историческим сборником, явлением поистине антропологическим и дидактическим в одном лице».
Популярная в XIV—XV веках, в эпоху Ренессанса «Всемирная хроника» Генриха из Мюнхена была почти забыта, вытесненная прозаической исторической прозой признанных авторитетов. Литературно-художественный интерес к ней пробудили в начале XIX века выдающиеся немецкие языковеды и фольклористы братья Якоб и Вильгельм Гримм, опубликовавшие её в отрывках в журнале «Старонемецкие леса», позаимствовавшие из неё ряд сюжетов для своих «Немецких саг» (нем. Deutsche Sagen, 1816—1818) и обратившие внимание на необходимость её издания и изучения. 
В 1996 году профессор немецкой филологии Доротея Кляйн выпустила в Мюнхене издание рукописи хроники из Австрийской национальной библиотеки (MS 2768) на цветных микрофишах. Новейшая научная публикация хроники увидела свет в Берлине в 2008 году под редакцией исследователей-медиевистов во главе с филологом-германистом Куртом Гёртнером, курировавшим академический проект Берлинско-Бранденбургской академии наук «Немецкие тексты Средневековья».

## Публикации
- Die Exzerpte aus Wolframs Willehalm in der Weltchronik Heinrichs von München. Hrsg. von Werner Schröder. — Berlin; New York, 1981. — S. 2–88. — (Texte und Untersuchungen zur 'Willehalm'-Rezeption, 2).
- Die Weltchronik Heinrichs von München. Neue Ee. Hrsg. von Frank Shaw, Johannes Fournier und Kurt Gärtner. — Berlin: Akademie Verlag, 2008. — lxxii, 589 p. — (Deutsche Texte des Mittelalters, 88). — ISBN 978-3-05-004460-6.
- Die Arolser Weltchronik. Ein monumentales Geschichtswerk des Mittelalters. Hrsg. von Claudia Brinker-von der Heyde. — Darmstadt, 2014. — ISBN 978-3-534-25206-0. (enthält die Weltchronik Heinrichs von München)